# Hermonassa discoidalis
Hermonassa discoidalis là một loài bướm đêm trong họ Noctuidae.